# القاهرة في الليل (فلم)
القاهرة في الليل فيلم مصري من إنتاج سنة 1963 الفيلم من تاليف محمد عثمان وإخراج كل من محمد سالم وعبد العزيز جاد.
هذا الفيلم هو أول فيلم مصري أنتجه القطاع العام (حيث أن الحكومة المصرية تملك الشركة المنتجة للفيلم). ثم أُنتج معه في نفس العام فيلمين آخرين من إنتاج القطاع العام، وهما منتهى الفرح (أخرجه أيضا محمد سالم)، والأيدي الناعمة. وجدير بالذكر أن القاهرة في الليل هو أول فيلم يخرجه محمد سالم.
اعتمد الفيلم على عدد كبير من نجوم الغناء (وسيعيد المخرج تطبيق هذه الفكرة في فيلم منتهى الفرح في نفس العام).

## أغاني الفيلم
ألف أغاني الفيلم حسين السيد، ولحنها محمد الموجي، وبليغ حمدي. اشترك ثلاثي أضواء المسرح سمير غانم، والضيف أحمد، وجورج سيدهم في غناء استعراض كرة القدم، أما صباح فقد غنت لزوجها في الفيلم فؤاد المهندس أغنية الراجل ده هجنني والتي صارت إحدى الأغاني المرتبطة بشهر رمضان حيث تتحدث الزوجة عن معاناتها في إعداد الطعام لزوجها في هذا الشهر.

## المصدر
- محمود قاسم، موسوعة الأفلام الروائية في مصر والعالم العربي، الجزء الثاني، الهيئة المصرية العامة للكتاب، 2006.

## روابط خارجية
- القاهرة في الليل على موقع الدهليز
- القاهرة في الليل على موقع قاعدة بيانات الأفلام العربية